# Kaukasischer Wehrturm

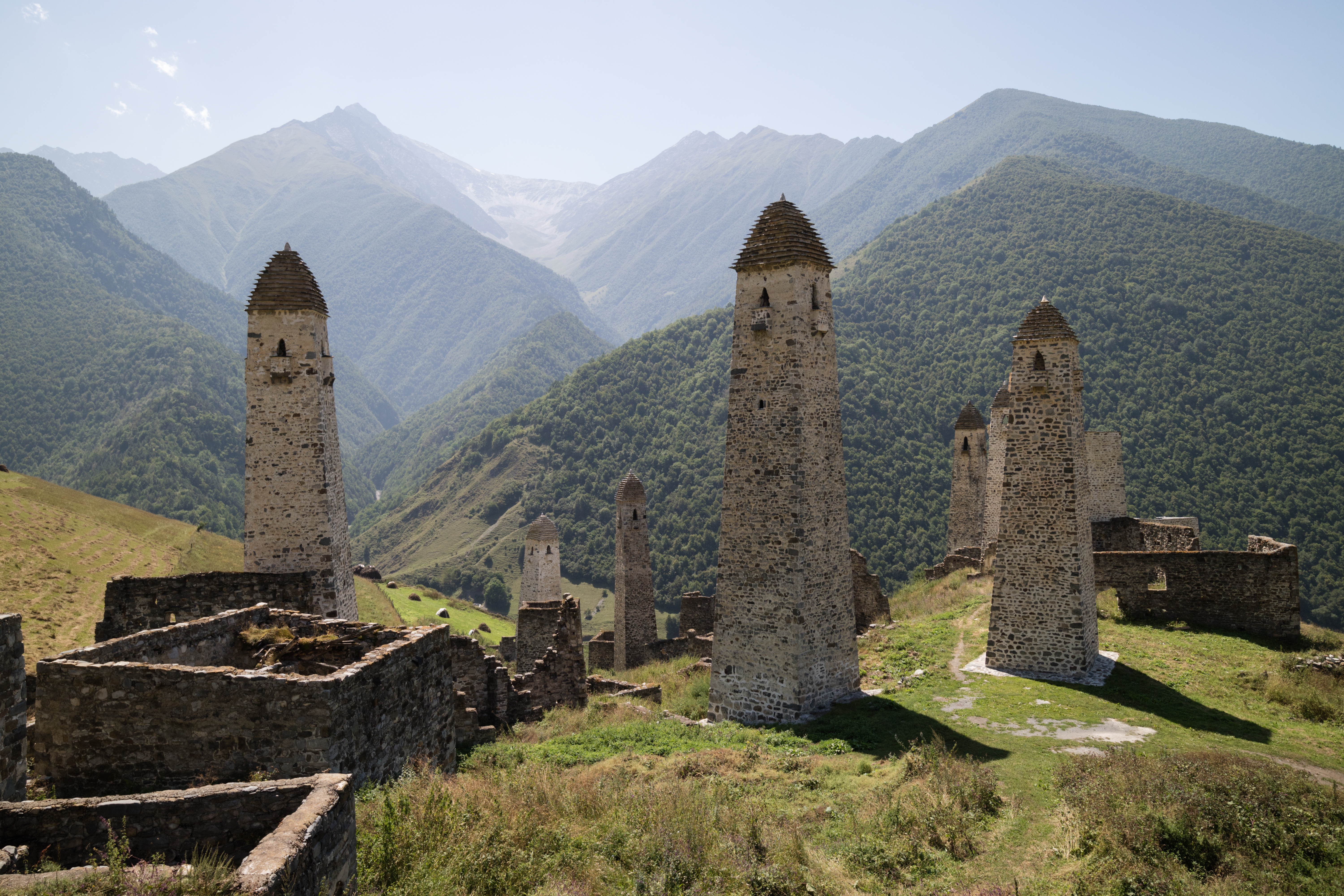
Wehrtürme in den Resten eines mittelalterlichen Dorfes in Inguschetien (Wainach-Türme)

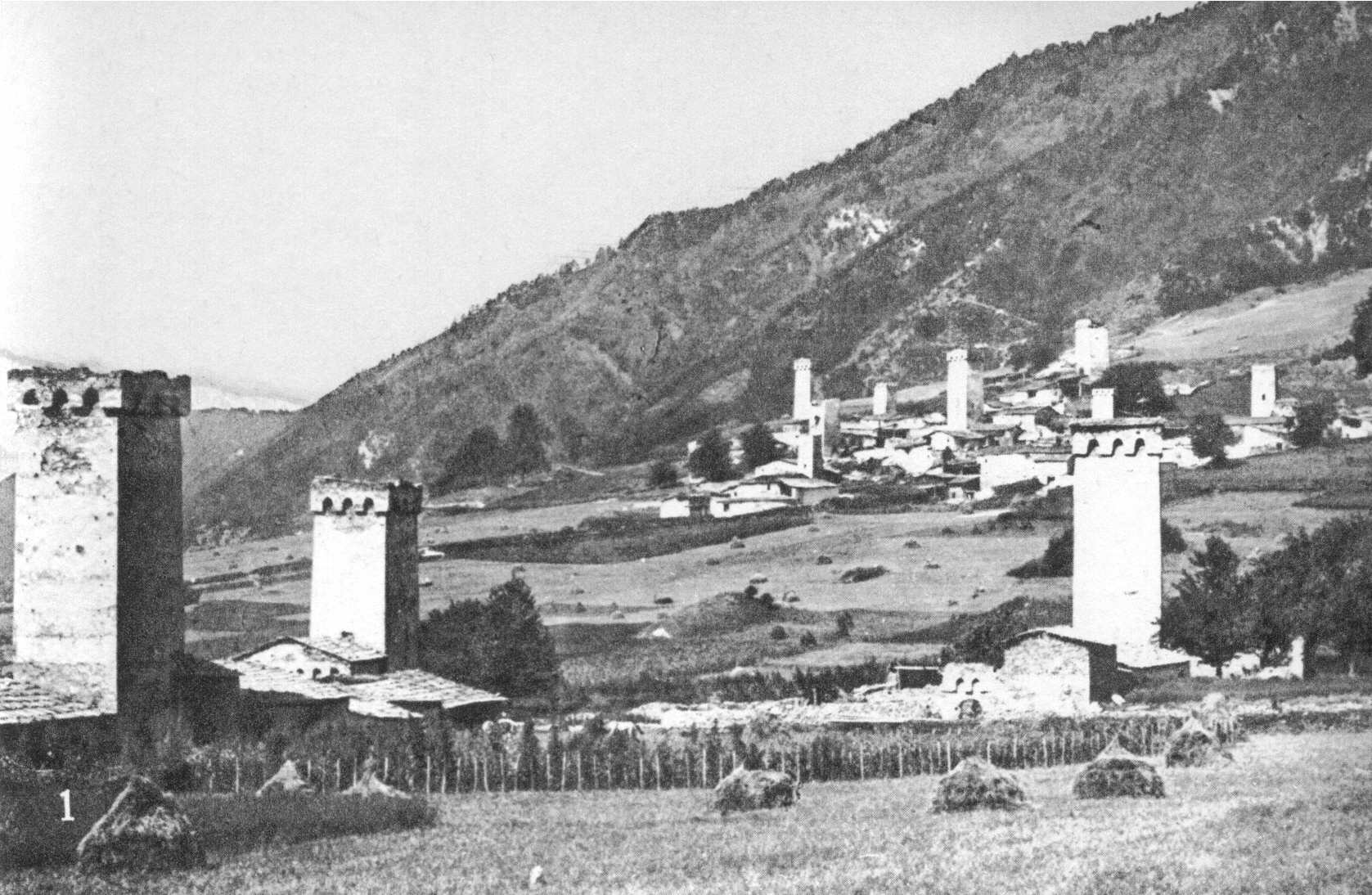
Swanetische Wehrtürme in Mestia, 1890

Wehrturm im Wappen der autonomen Republik Inguschetien

Kaukasischer Wehrturm, auch kaukasischer Wohnturm, ist ein seit dem Mittelalter verbreitetes historisches Verteidigungsbauwerk von Familienverbänden im mittleren und östlichen Nordkaukasus und einigen südlich angrenzenden Gebieten des Kaukasus. 

## Verbreitung
Wehrtürme sind von Dagestan bis nach Kabardino-Balkarien erhalten, auch in nordgeorgischen Gebirgsregionen, wie Swanetien, Chewsuretien oder Tuschetien. Kaukasische Wehrtürme dienten in Ortschaften zur Verteidigung von Familienverbänden, außerhalb auch als Zuflucht im Angriffsfall oder als Wachtürme.
Im inguschetischen Hochland gehörte jeder Ort zu einem Familienverband und enthielt mehrere Wehrtürme der dazugehörigen Familien. Die meisten dieser inguschetischen Wehrtürme wurden vom 14. bis zum 17. Jahrhundert gebaut. Die autonome Republik Inguschetien trägt einen kaukasischen Wehrturm in ihrem Wappen. 
Bei den Swanen im heutigen Georgien sind besonders die Dörfer von Uschguli, seit 1996 UNESCO-Welterbe, für ihre Wehrtürme bekannt. Swanische Wehrtürme unterscheiden sich von anderen Wehrtürmen des Kaukasus durch ihre flacheren, verbreiterten und abgestützten Dächer, unter denen die Schießscharten liegen, während im übrigen Kaukasus spitzere Dächer häufig waren.

## Vergleich mit Wehrtürmen außerhalb des Kaukasus
Während die berberische Bevölkerung im Antiatlas und im westlichen Hohen Atlas befestigte Kollektivspeicher baute, die den Bewohnern eines ganzen Dorfes oder mehrerer Dörfer Schutz boten, besitzt bei manchen kaukasischen Stämmen jeder Familienverband und jede Familie – und damit jedes Gehöft – einen eigenen Wehrturm. Diese Praxis wird aus dem Prinzip der Blutrache abgeleitet, die langwährende Konflikte innerhalb eines Dorfes verursachen konnte. Das galt besonders für Völker und Dörfer im Kaukasus, die in reiner staatenloser Stammesgesellschaft ohne Fürsten lebten, wie die Tschetschenen, Inguschen, ein Teil der georgischen Swanen, der Osseten und andere; eher im Hochgebirge. In Gesellschaften des Kaukasus, die früher in Fürstentümern lebten, oder eine Adelsschicht ausgebildet hatten – Kabardiner, einige Swanen und Nordost-Georgier, die meisten Bewohner Dagestans u. a. – wurden interne Streitigkeiten oft auf Gerichtstagen der Fürsten entschieden. Diese Orte verfügten oft nur über einen gemeinsamen Wehrturm im Dorf oder am Rand des Dorfes. In Dagestan war die Landbevölkerung seit dem 14. Jahrhundert politisch-sozial nicht in verwandtschaftliche Clans, sondern in Dorfgemeinschaften organisiert, die unabhängig vom Verwandtschaftsgrad alle juristischen, militärischen und landwirtschaftlichen Angelegenheiten, darunter auch der gemeinschaftliche Umzug auf Winterweiden am Rand des Gebirges, gemeinsam regelten. Dagestanische Dörfer haben deshalb üblicherweise nur ein bis zwei Fluchttürme für das ganze Dorf, während bei ihren westlicheren Nachbarn jede Familie oder sogar jedes Gehöft einen eigenen Wehrturm hat.
Außerhalb des Kaukasus waren ländliche Wehrtürme von Familienverbänden auch in Südwestarabien gebräuchlich, in Europa auch in Albanien, dort einfach als Turm (albanisch Kulla) bezeichnet.
In Mittel- und Südeuropa wurden im Frühmittelalter und Hochmittelalter in einigen europäischen Städten Geschlechtertürme erbaut, wie in Köln, Regensburg und vielen italienischen Städten, die heute nur noch selten erhalten sind. Sie waren ebenfalls familiäre Wehrtürme im Fall der Fehde, entstanden aber nur in Städten, weil nur der Adel und Stadtbürger Waffen trugen.